# Gary Payton (ruimtevaarder)
Gary Eugene Payton (Rock Island, 20 juni 1948) is een Amerikaans voormalig ruimtevaarder. Payton zijn eerste en enige ruimtevlucht was STS-51-C met de spaceshuttle Discovery en vond plaats op 24 januari 1985. De missie werd uitgevoerd in opdracht van het Amerikaanse Ministerie van Defensie.
Payton werd in 1979 geselecteerd als astronaut door de ruimtevaartorganisatie NASA. In 1985 ging hij als astronaut met pensioen.